# 高冠鹰雕
高冠鹰雕（學名：Lophaetus occipitalis）是鷹科的一種猛禽，過去曾歸入鷹雕屬，目前一般單獨歸為高冠鷹雕屬。
高冠鹰雕是一種偏大的猛禽，一般身長55公分，分佈於撒哈拉沙漠。牠們一般棲息於森林、森林的邊緣和農園。